# Municipio de Butman
El municipio de Butman (en inglés: Butman Township) es un municipio ubicado en el condado de Gladwin en el estado estadounidense de Míchigan. En el año 2010 tenía una población de 1999 habitantes y una densidad poblacional de 21,65 personas por km².

## Geografía
El municipio de Butman se encuentra ubicado en las coordenadas 44°7′3″N 84°25′40″O / 44.11750, -84.42778. Según la Oficina del Censo de los Estados Unidos, el municipio tiene una superficie total de 92.31 km², de la cual 88,05 km² corresponden a tierra firme y (4,62 %) 4,27 km² es agua.

## Demografía
Según el censo de 2010, había 1999 personas residiendo en el municipio de Butman. La densidad de población era de 21,65 hab./km². De los 1999 habitantes, el municipio de Butman estaba compuesto por el 98,6 % blancos, el 0,2 % eran afroamericanos, el 0,35 % eran amerindios, el 0,1 % eran asiáticos, el 0,1 % eran de otras razas y el 0,65 % eran de una mezcla de razas. Del total de la población el 0,65 % eran hispanos o latinos de cualquier raza.